# Sztywny desygnator
Sztywny desygnator – w logice modalnej termin, który desygnuje (odnosi się do, wyróżnia) ten sam obiekt we wszystkich możliwych światach, w których ten obiekt istnieje. Wyrażenie to zdefiniował po raz pierwszy Saul Kripke w książce „Naming and Necessity”. Kripke uważa, że imiona są sztywnymi desygnatorami.